# Comté de Terrebonne
Pour les articles homonymes, voir Terrebonne (homonymie).
Le comté de Terrebonne était un comté municipal du Québec ayant existé entre 1855 et 1er janvier 1983. 
Son territoire s'est agrandi en 1882 par l'ajout des cantons de Grandison et de De Salaberry. 
Le territoire qu'il couvrait est aujourd'hui compris dans la région administrative des Laurentides pour la plus grande partie, et dans celle de Lanaudière. Il correspond à la totalité de l'actuelle municipalité régionale de comté (MRC) de Thérèse-De Blainville, à la plus grande partie de la MRC de la Rivière-du-Nord, à une partie des MRC des Pays-d'en-Haut, des Laurentides et des Moulins, et à une partie de la ville de Mirabel. Son chef-lieu était la municipalité de Saint-Jérôme.

## Municipalités situées dans le comté
- Bellefeuille (créé en 1855 sous le nom de Saint-Jérôme-de-la-Rivière-du Nord; renommé Saint-Jérome, municipalité de paroisse, à une date inconnue; renommé Bellefeuille en 1966; fusionné à Saint-Jérôme, municipalité de ville, en 2002[4])
- Blainville (créé en 1855 sous le nom de Sainte-Thérèse-de-Blainville, municipalité de paroisse; renommé Blainville en 1968[5])
- Boisbriand (détaché de Sainte-Thérèse en 1946 sous le nom de Sainte-Thérèse-Ouest; renommé Boisbriand en 1974[6])
- Bois-des-Filion (détaché de Sainte-Thérèse et de Terrebonne en 1949 sous le nom de Saint-Maurice-de-Bois-Filion; renommé Bois-des-Filion la même année[5])
- Brébeuf (créé en 1910[7])
- Estérel (détaché de Sainte-Marguerite-du-Lac-Masson en 1959; fusionné à Sainte-Marguerite-du-Lac-Masson en 2001 pour former Sainte-Marguerite-Estérel; reconstitué en 2006[8])
- Ivry-sur-le-Lac (détaché de Sainte-Agathe et de Saint-Faustin en 1912; fusionné à Sainte-Agathe-des-Monts en 2002; reconstitué en 2006[9])
- Lac-Carré (détaché de Wolfe en 1922 sous le nom de Saint-Faustin-Station; renommé Lac-Carré en 1947; regroupé avec Saint-Faustin en 1996 pour former Saint-Faustin-Lac-Carré en 1996[10])
- Lac-Supérieur (créé en 1881 sous le nom de Wolfe; renommé Saint-Faustin en 1944; renommé Lac-Supérieur en 1957[10])
- Lafontaine (détaché de la municipalité de paroisse de Saint-Jérôme en 1958; fusionné à Saint-Jérôme en 2002[5])
- Lantier (détaché de Doncaster en 1948[11])
- Lesage (détaché de Prévost en 1947; fusionné à Shawbridge en 1973[12])
- Lorraine (détaché de Sainte-Thérèse-de-Blainville et de Bois-des-Filion en 1960[5])
- Mont-Gabriel (détaché de Sainte-Adèle et de Saint-Sauveur en 1956; fusionné à Mont-Rolland en 1981[5])
- Mont-Rolland (détaché de Sainte-Adèle en 1918 sous le nom de Saint-Joseph-de-Mont-Rolland; renommé Mont-Rolland en 1967; fusionné à Sainte-Adèle en 1997[13])
- Morin-Heights (créé en 1855 sous le nom de Morin; renommé Morin-Heights en 1950[5])
- New Glasgow (détaché de Lacorne en 1864; fusionné à Sainte-Sophie en 2000[5])
- Piedmont (détaché de Saint-Sauveur en 1923[14])
- Prévost (détaché de Saint-Sauveur en 1927; regroupé avec Lesage et Shawbridge sous le nom de Shawbridge en 1973; renommé Prévost en 1977[15])
- Rosemère (détaché de Sainte-Thérèse en 1947[5])
- Saint-Antoine (créé en 1956 sous le nom de Saint-Antoine-des-Laurentides; renommé Saint-Antoine en 1967; fusionné à Saint-Jérôme en 2001[4])
- Sainte-Adèle (créé en 1861; la municipalité de village se détache de celle de la paroisse en 1922; les deux sont réunies à nouveau en 1855[13])
- Sainte-Agathe (détaché de Sainte-Adèle en 1863; renommé Sainte-Agathe-Nord en 1991; fusionné à Sainte-Agathe-des-Monts en 2002[5])
- Sainte-Agathe-des-Monts (détaché de Sainte-Agathe en 1896[5])
- Sainte-Agathe-Sud (détaché de Sainte-Agathe en 1964; fusionné à Sainte-Agathe-des-Monts en 1999[5])
- Sainte-Anne-des-Lacs (détaché de Saint-Sauveur en 1946[5])
- Sainte-Anne-des-Plaines (créé en 1855[5])
- Sainte-Lucie-des-Laurentides (créé en 1874 sous le nom de Doncaster; renommé Sainte-Lucie en 1961; renommé Sainte-Lucie-des-Laurentides en 1971[16])
- Sainte-Marguerite-du-Lac-Masson (créé en 1864 sous le nom de Sainte-Marguerite; renommé Sainte-Marguerite-du-Lac-Masson vers 1880; renommé Sainte-Marguerite-Estérel lors de la fusion avec Estérel en 2001; revient au nom de Sainte-Marguerite-du-Lac-Masson en 2006 lorsque Estérel retrouve son statut de municipalité[17])
- Sainte-Sophie (créé en 1855 sous le nom de Lacorne; renommé Sainte-Sophie en 1957[5])
- Sainte-Thérèse (créé en 1849 sous le nom de Sainte-Thérèse-de-Blainville, municipalité de village; renommé Sainte-Thérèse en 1916[5])
- Saint-Faustin (détaché de Saint-Faustin en 1957 sous le nom de Saint-Faustin-Sud; renommé Saint-Faustin en 1960; regroupé avec Lac-Carré en 1996 pour former Saint-Faustin-Lac-Carré en 1996[10])
- Saint-Hippolyte (créé en 1855 sous le nom de Abercrombie; renommé Saint-Hippolyte en 1951[5])
- Saint-Janvier-de-Blainville (créé en 1855; fusionné à Sainte-Scholastique en 1971[5])
- Saint-Janvier-de-Lacroix (détaché de Saint-Janvier-de-Blainville en 1959; fusionné à Sainte-Scholastique en 1971[5])
- Saint-Jérôme (détaché de Saint-Jérôme-de-la-Rivière-du Nord en 1856[5])
- Saint-Jovite, municipalité de paroisse (créé en 1881 sous le nom de municipalité des cantons-unis de De Salaberry-et-Grandison; renommé Saint-Jovite en 1960; fusionné à Mont-Tremblant en 2000[18])
- Saint-Jovite, municipalité de village puis de ville (détaché de la municipalité des cantons-unis de De Salaberry-et-Grandison en 1917; fusionné à Mont-Tremblant en 2000[18])
- Saint-Louis-de-Terrebonne (créé en 1855 sous le nom de municipalité de Terrebonne; renommé Saint-Louis-de-Terrebonne en 1969; fusionné à Terrebonne en 1995[5])
- Saint-Sauveur (détaché de Abercrombie en 1855; fusionné avec Saint-Sauveur-des-Monts en 2002 pour former Saint-Sauveur[5])
- Saint-Sauveur-des-Monts (détaché de Saint-Sauveur en 1926; fusionné avec la municipalité de paroisse de Saint-Sauveur en 2002 pour former la ville de Saint-Sauveur[5])
- Shawbridge (détaché de Saint-Jérôme, Saint-Sauveur et Abercrombie en 1909; fusionné avec Prévost et Lesage en 1973; la municipalité regroupée porta d'abord le nom de Shawbridge, puis fut renommée Prévost en 1977[19])
- Terrebonne (créé en 1853[5])
- Val-David (détaché de Sainte-Agathe en 1921 sous le nom de Saint-Jean-Baptiste-de-Bélisle; renommé Val-David en 1944[5])
- Val-Morin (détaché de Sainte-Adèle en 1922[5])

## Formation
Le comté de Terrebonne comprenait lors de sa formation les paroisses et établissements de Terrebonne, Sainte-Thérèse, Sainte-Anne, Saint-Janvier, Lacorne, une partie de Saint-Jérôme ainsi que les cantons d'Abercrombie, de Beresford et d'une partie de Morin.